# Chronologie d'Oman
Cet article concerne la chronologie d'Oman des origines à nos jours.

## Antiquité

### IVemillénaire av. J.-C.
- Premières mentions de Magan (Oman) sur des tablettes sumériennes[1]

### IIIemillénaire av. J.-C.
- Développement d'une activité minière, création d'oasis et apparition d'une économie rurale marchande[1]

### IIemillénaire av. J.-C.
- Migrations de tribus du Yémen vers l'Oman du Nord ; affrontements avec l'occupant perse[1]

### Iermillénaire av. J.-C.
- Développement des systèmes d'irrigation de type falaj[2]
- Description du commerce maritime omanais par Hérodote et Ézéchiel[1]
- -536 : Conquête d'Oman par le Perse Cyrus le Grand et fondation de la dynastie achéménide[2]

## Ère musulmane

### VIIIesiècle
- 751 : Élection de Julanda bin Ma'sud, premier imam[2] ibadite à Nizwa

### Xesiècle
- Sohar devient carrefour maritime[2]

### XVIIIesiècle
- 1718-1728 : Guerre civile[2]
- 1741 : Prise de Mascate par les Perses[2]

### XXesiècle
- 1950-1961 : Crise de Buraimi (Buraimi Dispute)
- 1964 : Découverte de gisements de pétrole
- 1967 : Début de l'exploitation industrielle et de l'exportation du pétrole[2]
- 1970 : Prise de pouvoir du sultan Qabus ibn Said[2]
- 1964-1976 : Guerre du Dhofar
  - 12 juin 1970 : Coup d'Izki
  - 19 juillet 1972 : Bataille de Mirbat
- 1971 : Adhésion à l'Organisation des Nations unies (ONU) et à la Ligue arabe
- 1973 : Ouverture du premier aéroport d'Oman
- 1981 : Adhésion au Conseil de coopération du Golfe (CCG). Oman est l'un des six pays fondateurs.
- 1986 : Inauguration de la première université, la Sultan Qaboos University
- 1987 : Ouverture du pays au tourisme
- 1987 : Inscription sur la liste du Patrimoine mondial de l'UNESCO du Fort de Bahla
- 1988 : Inscription sur la liste du Patrimoine mondial de l'UNESCO des Sites archéologiques de Bat, Al-Khutm et Al-Ayn
- 1991 : Création du Conseil consultatif (Majlis ach-Choura)[2]
- 1994 : Inscription sur la liste du Patrimoine mondial de l'UNESCO du Sanctuaire de l'oryx arabe
- novembre 1996 : Promulgation de la Loi fondamentale (« constitution ») (Basic Statutes of the States) qui régit la politique du pays et définit notamment les règles de succession à la tête de l'État

## XXIesiècle
- 2000 : Adhésion à l'Organisation mondiale du commerce (OMC)
- 2000 : Inscription sur la liste du Patrimoine mondial de l'UNESCO de la Terre de l'encens (Dhofar)
- 2006 : Inscription sur la liste du Patrimoine mondial de l'UNESCO des Systèmes d'irrigation aflaj d'Oman

- 4 mai 2001 : Inauguration de la Grande Mosquée du Sultan Qaboos à Mascate
- 2003 : Premières élections au Conseil consultatif
- mars 2004 : Premier portefeuille ministériel confié à une femme
- juin 2007 : Cyclone Gonu
- 2007 : Retrait de la liste du Patrimoine mondial de l'UNESCO du Sanctuaire de l'oryx arabe
- 2010 : Première édition du Tour d'Oman cycliste
- 2011 : Première autoroute à péage